# Biserica Adormirea Maicii Domnului din Bălăceanca
Biserica Adormirea Maicii Domnului din Bălăceanca este un monument istoric aflat pe teritoriul satului Bălăceanca, comuna Cernica.
Biserică în formă de navă simplă realizată între anii 1880-1884. Pe naos o turlă octogonală deschisă, iar pe pronaos o turlă cu baza pătrată, închisă. Arcadă între naos si pronaos. Pridvor de înăltime mai mică. Catapeteasmă din lemn cu pictură originală si trei registre de icoane. Pictură în ulei cu scene mari din biblie.